# Zimowe Igrzyska Paraolimpijskie 2002
VIII Zimowe Igrzyska Paraolimpijskie odbyły się w Stanach Zjednoczonych, w miejscowości Salt Lake City, Utah w dniach 7 - 16 marca 2002.

## Dyscypliny
Rozegrano 34 konkurencje w 3 dyscyplinach:
- Hokej na lodzie na siedząco
- Narciarstwo alpejskie
- Narciarstwo klasyczne
  - Biathlon
  - Biegi narciarskie

## Państwa biorące udział w VIII ZIP
| - Andora - Armenia - Australia - Austria - Białoruś - Bułgaria - Chile - Chiny - Chorwacja - Czechy - Dania - Estonia - Finlandia | - Francja - Grecja - Hiszpania - Holandia - Iran - Japonia - Kanada - Kazachstan - Korea Południowa - Niemcy - Nowa Zelandia | - Norwegia - Polska - Południowa Afryka - Rosja - Słowacja - Stany Zjednoczone - Szwecja - Szwajcaria - Ukraina - Węgry - Wielka Brytania - Włochy |

## Klasyfikacja medalowa
| Klasyfikacja medalowa |                   |            |       |        |      |       |
| Pozycja               | Państwo           | Sportowców | Złoto | Srebro | Brąz | Razem |
| 1                     | Niemcy            | 27         | 17    | 1      | 15   | 33    |
| 2                     | Stany Zjednoczone | 57         | 10    | 22     | 11   | 43    |
| 3                     | Norwegia          | 27         | 10    | 3      | 6    | 19    |
| 4                     | Austria           | 22         | 9     | 10     | 10   | 29    |
| 5                     | Rosja             | 26         | 7     | 9      | 5    | 21    |
| 6                     | Kanada            | 27         | 6     | 4      | 5    | 15    |
| 7                     | Szwajcaria        | 18         | 6     | 4      | 2    | 12    |
| 8                     | Australia         | 6          | 6     | 1      | 0    | 7     |
| 9                     | Finlandia         | 14         | 4     | 1      | 3    | 8     |
| 10                    | Nowa Zelandia     | 2          | 4     | 0      | 2    | 6     |